# 月華門

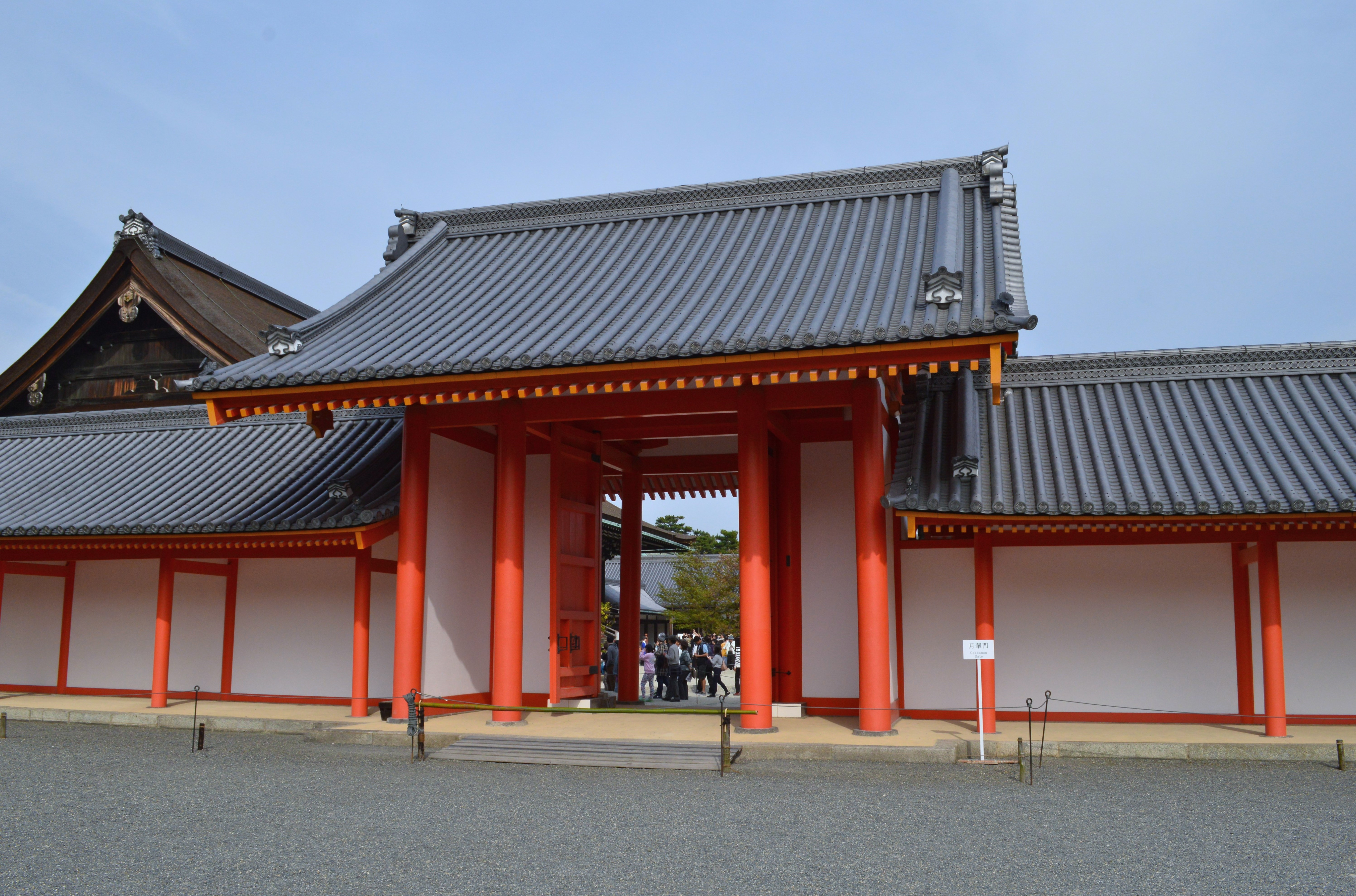
京都御所の月華門

月華門（げっかもん）は、内裏を構成する内閤門のうちの一つで、紫宸殿南庭（なんてい・だんてい）の西側の門である。
現在の京都御所にも古式に則って再建されたものが伝わっている。

## 概要
校書殿と安福殿との間にあり、南庭東側の日華門とは東西に相対する。西の中門ともいい、右近衛府の陣に充てられたため、右近陣（うこんのじん）ともいう。